# 日本酱油 (台湾)
日本酱油株式会社是1925年设立于日治台湾台北马场町的酱油、腌渍食品公司。创立时资本金10万日元。:38